# Dzika droga (film)
Dzika droga (ang. Wild) – amerykański dramat biograficzno-przygodowy z 2014 roku w reżyserii Jean-Marca Valléego. Film jest adaptacją wspomnień Cheryl Strayed pt. Dzika droga. Jak odnalazłam siebie, zrealizowaną według scenariusza Nicka Hornby'ego. W roli głównej wystąpiła Reese Witherspoon, która była również współproducentką filmu.
Obraz miał swoją premierę 29 sierpnia 2014 roku podczas Telluride Film Festival. Na ekrany amerykańskich kin trafił 5 grudnia 2014 roku, a polskich - 6 lutego 2015 roku. Film odniósł spory sukces frekwencyjny, gdyż przy 15-milionowym budżecie przyniósł 52,5 mln dolarów wpływów z biletów. Opinie krytyków były w przeważającej mierze pozytywne, a odtwórczynie ról w filmie (Reese Witherspoon i Laura Dern) otrzymały za swoje kreacje nominacje do Oscara.

## Fabuła
W czerwcu 1995 roku, pomimo całkowitego braku doświadczenia w pieszych wędrówkach, Cheryl Strayed udaje się z rodzinnego Minneapolis na samotny długodystansowy szlak pieszy Pacific Crest National Scenic Trail. Odległość, którą ma pokonać w ciągu trzech miesięcy wynosi 1100 mil (ok. 1800 km) od granicy z Meksykiem wzdłuż wybrzeża Pacyfiku aż do granicy z Kanadą. W czasie wędrówki Cheryl wraca wspomnieniami do swojej burzliwej przeszłości i dokonuje rozliczeń z przeżytymi traumami, takimi jak śmierć ukochanej matki Bobbi na raka, alkoholizm ojca, brak kontaktu z bratem, narkomania, rozwód, przygodne kontakty seksualne czy niechciana ciąża.

## Obsada
- Reese Witherspoon – Cheryl Strayed
- Laura Dern – Bobbi Grey
- Thomas Sadoski – Paul
- Keene McRae – Leif
- Michiel Huisman – Jonathan
- W. Earl Brown – Frank
- Gaby Hoffmann – Aimee
- Kevin Rankin – Greg
- Brian Van Holt – strażnik leśny
- Cliff De Young – Ed
- Mo McRae – Jimmy Carter
- Will Cuddy – Josh
- Leigh Parker – Rick
- Nick Eversman – Richie
- Ray Buckley – Joe
- Randy Sean Schulman – terapeuta
- Cathryn de Prume – Stacey[4]

## Produkcja
Zdjęcia kręcono w stanach Kalifornia, Oregon i Waszyngton.